# Maison van den Boer

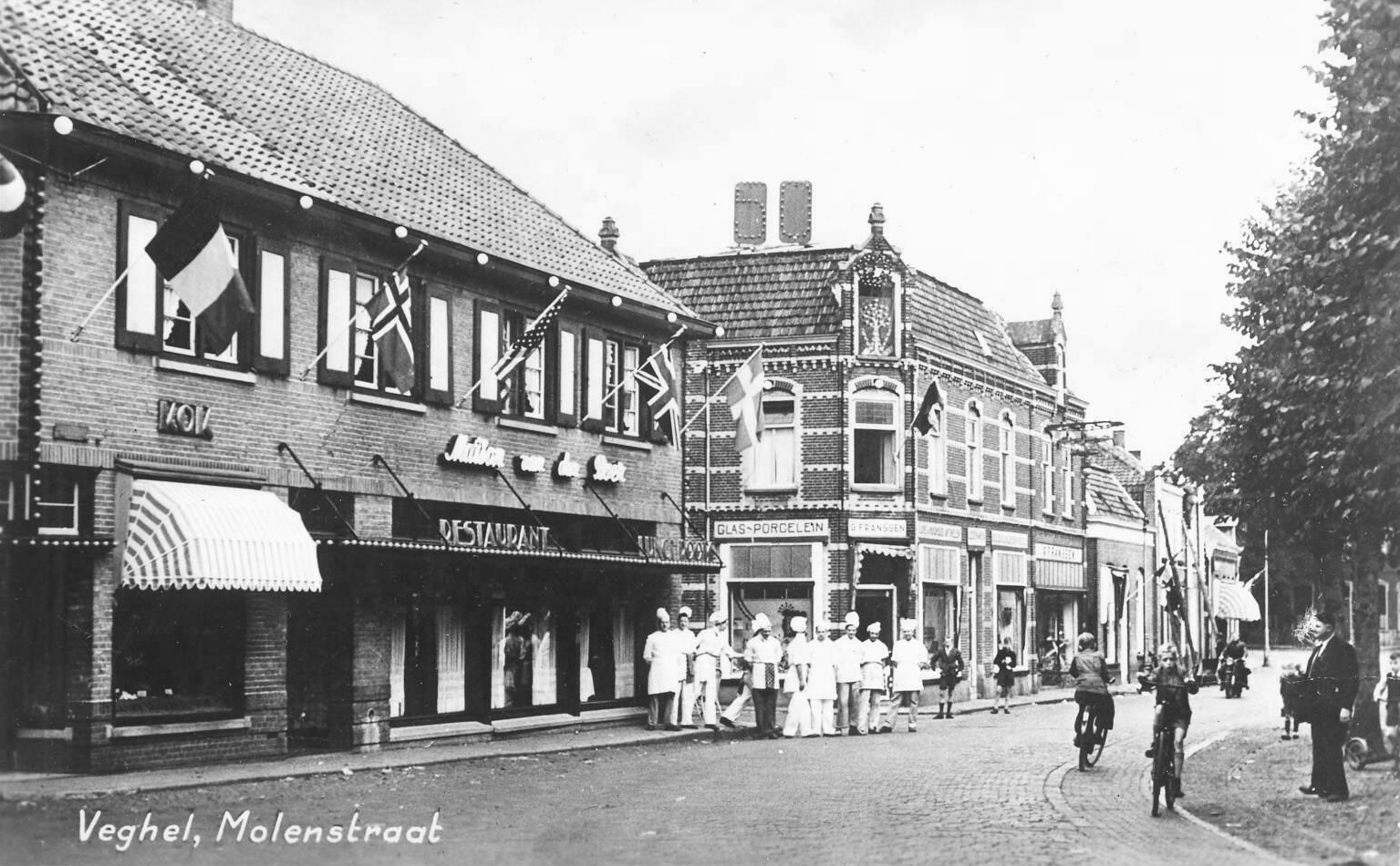
Maison van den Boer (links) in Veghel (ca. 1950)

Maison van den Boer is een Nederlands cateringbedrijf dat gevestigd is in Veghel, Noord-Brabant.
De onderneming is actief in Nederland. De aandelen waren tot juni 2022 in handen van de Noud van den Boer en zijn zus Sandra. In juni 2022 werd het cateringbedrijf overgenomen door het Britse Compass Group.

## Geschiedenis
Gijsbertus Johannes Maria (Gijsbert) van den Boer (Veghel, 30 juli 1878 – Veghel, 5 juli 1952) legde in 1906 de basis voor het bedrijf Maison van den Boer, met het oprichten van Banketbakkerij Kokerij Maison v.d. Boer.
Begin jaren twintig begon Noud van den Boer, de zoon van de oprichter met het bezorgen van diners voor priester-, communie- en huwelijksfeesten. Aan het einde van de jaren 1950 werd gestart met de catering van bedrijfsevenementen.
In 1993 brandde een groot deel van het bedrijfspand op de toenmalige locatie af. Op bedrijventerrein De Amert, eveneens te Veghel, verrees een nieuw hoofdkantoor- en vestiging.
Ter gelegenheid van het 100-jarig jubileum in 2006 werd door koningin Beatrix het predicaat Koninklijk verleend.
Naast de activiteiten op het gebied van party-catering legt de onderneming zich toe op evenementen- en locatiecatering.
In 2006 nam de destijds Van den Boer Groep haar grootste concurrent, Martinair Partyservice over, waardoor ze ongeveer een kwart van de Nederlandse partycatering markt in handen kreeg. In 2011 is er een managementbuy-out geweest, waardoor de naam Martinair Partyservice weer in gebruik werd genomen door andere ondernemers als MPS (Martinair Party Service).
Na de kredietcrisis ging het minder met het bedrijf. De omzet nam fors af en in 2015, 2016 en 2017 werd elk jaar met een verlies van 2 miljoen euro afgesloten. De verbetering die optrad in 2018 en 2019 werd door de coronapandemie tenietgedaan en is het bedrijf in financiële moeilijkheden geraakt. In maart 2020 trad Noud van den Boer uit de directie. Medio 2020 werden er 140 banen geschrapt (100 fte's) en tijdelijke contracten niet verlengd. In november 2020 werd FoodforCare verkocht. Dit bedrijfsonderdeel levert maaltijden aan ziekenhuizen. Het heeft een jaaromzet van 14 miljoen euro en er werken 128 werknemers. De koper was Eetgemak uit Katwijk en de overnamesom werd niet bekendgemaakt. In juni 2022 werd Maison van den Boer overgenomen door de Compass Group en verloor daarmee het predicaat Koninklijk.